# Административно-территориальное деление Донецкой Народной Республики
Администрати́вно-территориáльное деле́ние Доне́цкой Наро́дной Респу́блики — территориальная организация, представляющая собой совокупность имеющихся в Донецкой Народной Республики административно-территориальных единиц, определяется главой 8 конституции Республики и законом Донецкой Народной Республики «Об административно-территориальном устройстве Донецкой Народной Республики» в условиях российской оккупации Донецкой области Украины.
Территория Донецкой Народной Республики целостна, едина и является составной частью территории Российской Федерации. Территория и границы Донецкой Народной Республики не могут быть изменены без согласия народа Донецкой Народной Республики, выраженного путём референдума.

## Административно-территориальное устройство
Согласно Конституции Донецкой Народной Республики, принятой 30 декабря 2022 года, административно-территориальными единицами Донецкой Народной Республики являются районы и города республиканского значения. 
Законом от 6 апреля 2023 года «Об административно-территориальном устройстве Донецкой Народной Республики» в ДНР были выделены 30 административно-территориальных единиц, в том числе:
- 12 городов республиканского значения и
- 18 районов.

## Муниципальное устройство
Муниципальное устройство Донецкой Народной Республики сформировано в рамках Закона ДНР от 6 апреля 2023 года «Об образовании на территории Донецкой Народной Республики городских и муниципальных округов, установлении их границ», согласно которому в ДНР создаются 30 муниципальных образований, среди которых: 
- 12 городских округов и
- 18 муниципальных округов.

Согласно Федеральному конституционному закону N5-ФКЗ «О принятии в Российскую Федерацию Донецкой Народной Республики и образовании в составе Российской Федерации нового субъекта — Донецкой Народной Республики» от 4 октября 2022 года для организации местного самоуправления муниципальные и городские округа формироваться начали ещё тогда.

## Районы и города республиканского значения (городские и муниципальные округа)
| №  | Название                                            | Флаг                                                | Герб                                                | Админ. центр                                        | Площадь, км²                                        | Население, чел., (2025 г.)                          | Количество населённых пунктов                       | ОКАТО  |
|    | Города республиканского значения (Городские округа) | Города республиканского значения (Городские округа) | Города республиканского значения (Городские округа) | Города республиканского значения (Городские округа) | Города республиканского значения (Городские округа) | Города республиканского значения (Городские округа) | Города республиканского значения (Городские округа) | 21 400 |
| -- | --------------------------------------------------- | --------------------------------------------------- | --------------------------------------------------- | --------------------------------------------------- | --------------------------------------------------- | --------------------------------------------------- | --------------------------------------------------- | ------ |
| 1  | Донецк                                              |                                                     |                                                     | г. Донецк                                           | 507.7                                               | н/д                                                 | 22                                                  | 21 401 |
| 2  | Горловка                                            |                                                     |                                                     | г. Горловка                                         | 422                                                 | н/д                                                 | 24                                                  | 21 405 |
| 3  | Дебальцево                                          |                                                     |                                                     | г. Дебальцево                                       | 160.69                                              | н/д                                                 | 21                                                  | 21 407 |
| 4  | Докучаевск                                          |                                                     |                                                     | г. Докучаевск                                       | 118.7                                               | н/д                                                 | 12                                                  | 21 410 |
| 5  | Енакиево                                            |                                                     |                                                     | г. Енакиево                                         | 420                                                 | н/д                                                 | 32                                                  | 21 412 |
| 6  | Иловайск                                            |                                                     |                                                     | г. Иловайск                                         | 26.71                                               | н/д                                                 | 8                                                   | 21 414 |
| 7  | Краматорск                                          |                                                     |                                                     | г. Краматорск                                       | 355,7                                               | н/д                                                 | 15                                                  | 21 416 |
| 8  | Макеевка                                            |                                                     |                                                     | г. Макеевка                                         | 426                                                 | н/д                                                 | 33                                                  | 21 419 |
| 9  | Мариуполь                                           |                                                     |                                                     | г. Мариуполь                                        | 244                                                 | н/д                                                 | 7                                                   | 21 421 |
| 10 | Снежное                                             |                                                     |                                                     | г. Снежное                                          | 189                                                 | н/д                                                 | 13                                                  | 21 425 |
| 11 | Торез                                               |                                                     |                                                     | г. Торез                                            | 105                                                 | н/д                                                 | 3                                                   | 21 427 |
| 12 | Харцызск                                            |                                                     |                                                     | г. Харцызск                                         | 206.9                                               | н/д                                                 | 17                                                  | 21 430 |
|    | Районы (Муниципальные округа)                       | Районы (Муниципальные округа)                       | Районы (Муниципальные округа)                       | Районы (Муниципальные округа)                       | Районы (Муниципальные округа)                       | Районы (Муниципальные округа)                       | Районы (Муниципальные округа)                       | 21 200 |
| 13 | Александровский                                     |                                                     |                                                     | пгт Александровка                                   | 1010                                                | н/д                                                 | 62                                                  | 21 201 |
| 14 | Амвросиевский                                       |                                                     |                                                     | г. Амвросиевка                                      | 1455                                                | н/д                                                 | 73                                                  | 21 203 |
| 15 | Артёмовский                                         |                                                     |                                                     | г. Артёмовск                                        | 1427                                                | н/д                                                 | 78                                                  | 21 205 |
| 16 | Великоновосёловский                                 |                                                     |                                                     | пгт Великая Новосёлка                               | 1900                                                | н/д                                                 | 67                                                  | 21 207 |
| 17 | Волновахский                                        |                                                     |                                                     | г. Волноваха                                        | 1848.2                                              | н/д                                                 | 67                                                  | 21 209 |
| 18 | Володарский                                         |                                                     |                                                     | пгт Володарское                                     | 1221                                                | н/д                                                 | 43                                                  | 21 211 |
| 19 | Добропольский                                       |                                                     |                                                     | г. Доброполье                                       | 950                                                 | н/д                                                 | 67                                                  | 21 213 |
| 20 | Константиновский                                    |                                                     |                                                     | г. Константиновка                                   | 1 284,72                                            | н/д                                                 | 70                                                  | 21 217 |
| 21 | Красноармейский                                     |                                                     |                                                     | г. Красноармейск                                    | 1490                                                | н/д                                                 | 110                                                 | 21 219 |
| 22 | Краснолиманский                                     |                                                     |                                                     | г. Красный Лиман                                    | 1210                                                | н/д                                                 | 40                                                  | 21 221 |
| 23 | Кураховский                                         |                                                     |                                                     | г. Курахово                                         | 1213                                                | н/д                                                 | 52                                                  | 21 223 |
| 24 | Мангушский                                          |                                                     |                                                     | пгт Мангуш                                          | 792.11                                              | н/д                                                 | 26                                                  | 21 225 |
| 25 | Новоазовский                                        |                                                     |                                                     | г. Новоазовск                                       | 992.669                                             | н/д                                                 | 53                                                  | 21 227 |
| 26 | Славянский                                          |                                                     |                                                     | г. Славянск                                         | 1 347                                               | н/д                                                 | 50                                                  | 21 232 |
| 27 | Старобешевский                                      |                                                     |                                                     | пгт Старобешево                                     | 1282                                                | н/д                                                 | 60                                                  | 21 234 |
| 28 | Тельмановский                                       |                                                     |                                                     | пгт Тельманово                                      | 1340.1                                              | н/д                                                 | 60                                                  | 21 236 |
| 29 | Шахтёрский                                          |                                                     |                                                     | г. Шахтёрск                                         | 1245,4                                              | н/д                                                 | 68                                                  | 21 239 |
| 30 | Ясиноватский                                        |                                                     |                                                     | г. Ясиноватая                                       | 851,79                                              | н/д                                                 | 48                                                  | 21 241 |

## История
Законом от 6 апреля 2023 года было утверждено новое административно-территориальное устройство ДНР: из всех прежних районов образца 2014 года был упразднён Марьинский район, населённые пункты которого были разделены между новообразованным Кураховским районом и городами республиканского значения Докучаевском и Донецком (в частности, последнему были переподчинены города Марьинка и Красногоровка). При этом 17 городов перестали иметь статус республиканского значения и были переподчинены либо другому городу, либо району, а Иловайск, напротив, приобрёл статус города республиканского значения, после чего число таких городов сократилось с 28 до 12.
По состоянию на октябрь 2024 года 1 город республиканского подчинения (Краматорск), 3 районов полностью (Александровский, Добропольский, Славянский) и 7 района частично (Артёмовский, Великоновосёловский, Краснолиманский, Константиновский, Красноармейский, Кураховский и Ясиноватский) находятся под контролем Украины.